# Pietro Pomares y de Morant
Pietro Pomares y de Morant (Camerata Picena, 7 febbraio 1877 – Foggia, 14 dicembre 1924) è stato un arcivescovo cattolico italiano.

## Biografia
Nato a Camerata Picena, in provincia di Ancona, da una nobile famiglia di origine spagnola insediatasi nelle Marche alla fine dell'800. 
Dopo l'ordinazione sacerdotale, insegnò eloquenza presso il seminario arcivescovile. 
Fu nominato vescovo di Foggia nel 1921, facendo ingresso in diocesi il 21 maggio 1922.
Il 16 ottobre 1924 fu promosso arcivescovo di Bari e Canosa, ma non vi fece mai ingresso a causa del prematuro decesso avvenuto a soli 47 anni, nel dicembre dello stesso anno.

## Genealogia episcopale
La genealogia episcopale è:
- Cardinale Scipione Rebiba
- Cardinale Giulio Antonio Santori
- Cardinale Girolamo Bernerio, O.P.
- Arcivescovo Galeazzo Sanvitale
- Cardinale Ludovico Ludovisi
- Cardinale Luigi Caetani
- Cardinale Ulderico Carpegna
- Cardinale Paluzzo Paluzzi Altieri degli Albertoni
- Papa Benedetto XIII
- Papa Benedetto XIV
- Papa Clemente XIII
- Cardinale Bernardino Giraud
- Cardinale Alessandro Mattei
- Cardinale Pietro Francesco Galleffi
- Cardinale Giacomo Filippo Fransoni
- Cardinale Carlo Sacconi
- Cardinale Edward Henry Howard
- Cardinale Mariano Rampolla del Tindaro
- Cardinale Antonio Vico
- Arcivescovo Pietro Pomares y de Morant